# Quelepa

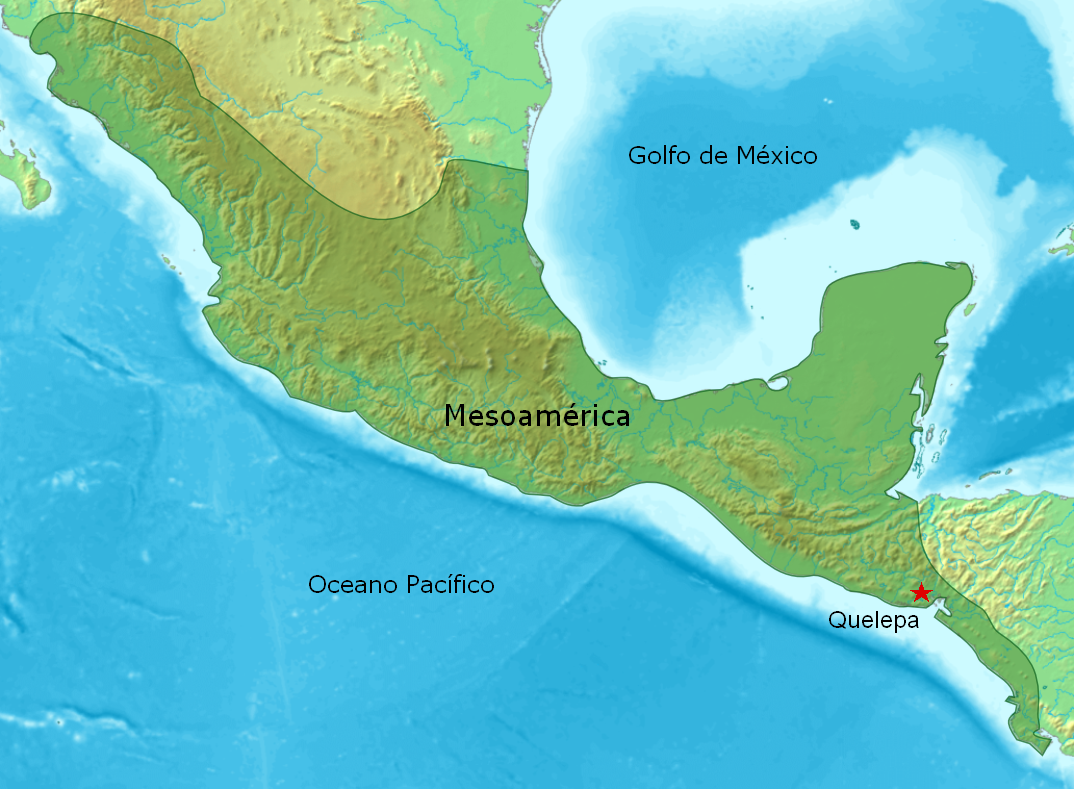
Localização do sítio arqueológico Quelepa na região cultural de Mesoamérica.

Quelepa é um sítio arqueológico da época pré-colombiana, localizado na zona oriental de El Salvador, no departamento de San Miguel. Foi habitado entre 500 a.C e 1000 d.C. Era um centro cerimonial e político dos lencas.